# VDNJ (Metro)
VDNJ (ruso: ВДНХ, y pronunciado aproximadamente ve-de-en-ja) es una estación en la línea Kaluzhsko-Rízhskaya del Metro de Moscú, nombrada así por el cercano Centro Panruso de Exposiciones. Cuando fue abierta, el 1 de mayo de 1958, era el extremo norte de la recién finalizada línea Rizhskaja. La estación se compone de pilones revestidos con mármol blanco y decorados con rejillas de ventilación circulares. La estación de VDNJ fue diseñada por Nadezhda Býkova, I.Gokhar-Kharmandaryan, Iván Taránov, y Y. Cherepánov. A una profundidad de 53,5 metros, es una de las estaciones de metro más profundas. Es también una de las más concurridas, ya que da servicio diariamente a aproximadamente 119.000 pasajeros según un estudio de 1999. 
Originalmente se planeó una rica decoración para esta estación, a semejanza de otras estaciones de los años 1950, con mosaicos de V. A. Favorskoi en las caras interiores de los arcos entre los pilones. En cualquier caso, en la época del ataque a los "extras" decorativos de Nikita Jrushchov, los mosaicos fueron crudamente cubiertos con una incongruente y espesa capa de pintura verde.
El vestíbulo circular original está situado en el lado este de Prospekt Mira, en frente del Monumento a los Conquistadores del Espacio. Una segunda entrada fue añadida en 1997 al extremo sur de la estación.

## Conexiones
Aunque no está directamente conectado con la estación de metro, la estación Výstavochny Tsentr del monoraíl está a poca distancia, a mitad de camino entre el vestíbulo y el Centro Panruso de Exposiciones.

## Imágenes de la estación

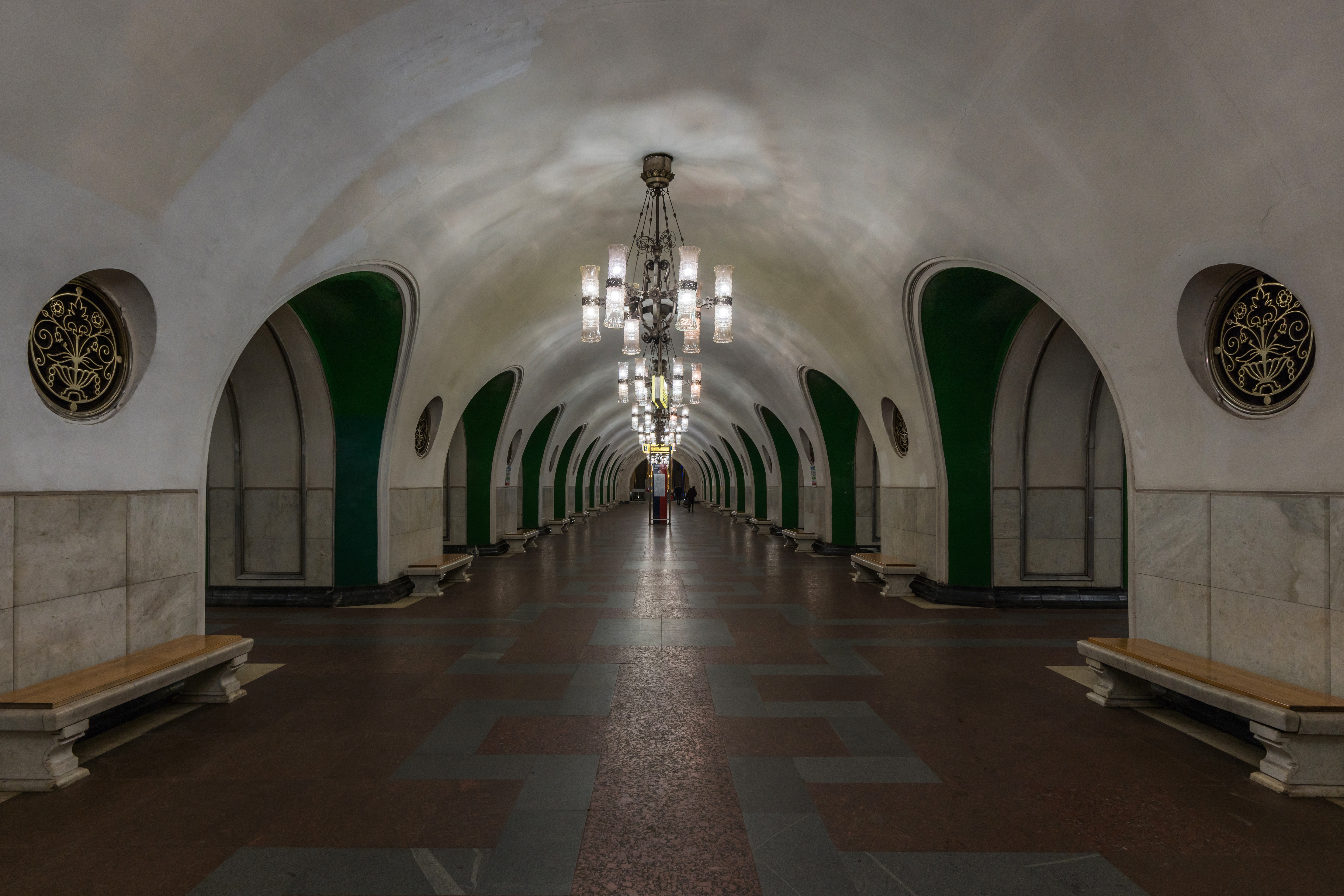
Estación de metro VDNJ - Hall central.
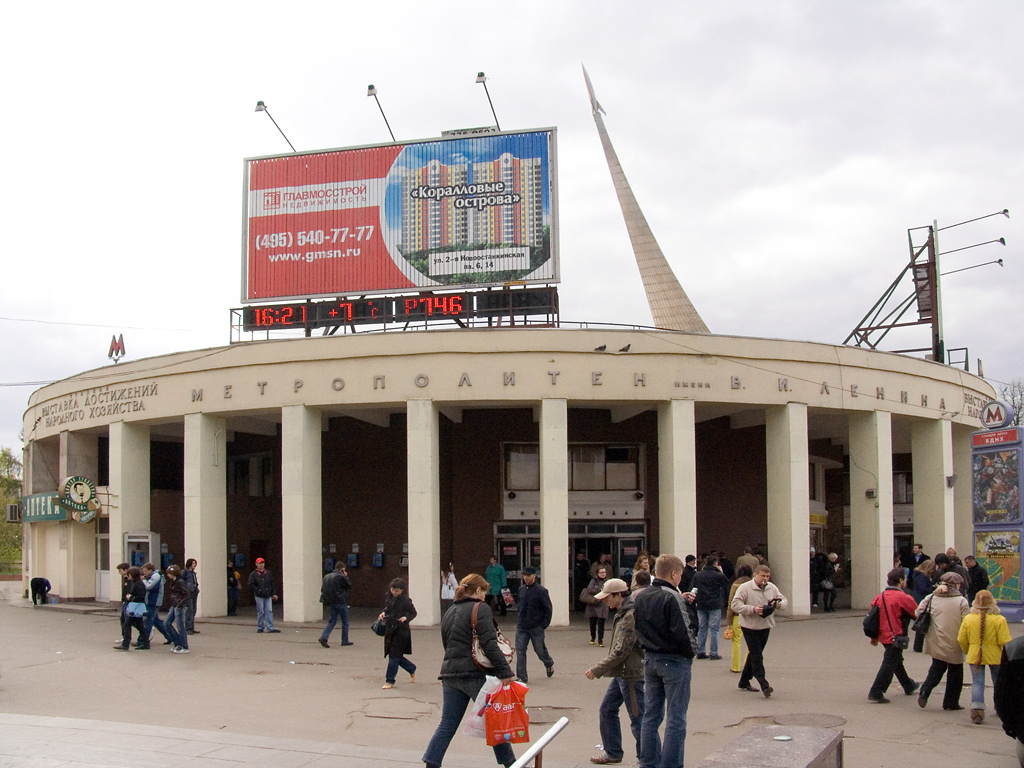
Estación de metro VDNJ - Vestíbulo con el Monumento a los Conquistadores del Espacio al fondo.

## En la cultura popular
La VDNJ es la estación de origen de Artyom, protagonista de la novela  Metro 2033.